# Klášter milosrdných sester služebnic (Kaštel Sućurac)
Klášter milosrdných sester služebnic v Kašteli Sućurac (chorvatsky Samostan Sestara Službenica Milosrđa u Kaštel Sućurcu) s označením „Domov Panny Marie“ (chorv. Dom Blažene Djevice Marije) je moderní zařízení v dalmatském městě Kaštel Sućurac v Chorvatsku. Dům a poskytované služby jsou určeny zejména pro péči o staré osoby.

## Historie
Dne 27. října 2018 byl mší a posvěcením chrámového oltáře slavnostně zahájen provoz nově vybudovaného kláštera milosrdných sester služebnic s názvem „Domov Panny Marie“. Mši celebroval splitsko-makarský arcibiskup Marin Barišić za koncelebrace dalších osmi kněží. Slavnosti se zúčastnili další hosté za přítomnosti veřejnosti, věřících a duchovních, mj. generální ředitelka Gabriela Tettamanzi, řádové sestry z Chorvatska a Itálie, zástupci města Kaštela a kraje, architekti, dodavatelé, mnoho farníků farnosti Kaštel Sućurac a další. Výzdoba kaple, ústřední místnosti kláštera, je dílem umělce prof. Josipa Bosniće.